# Йордан Дуяков
Йордан Николов Дуяков е български революционер, деец на Вътрешната македоно-одринска революционна организация.

## Биография
Йордан Дуяков е роден в град Прилеп, тогава в Османската империя. Завършва в 1891 година с шестия випуск Солунската българска мъжка гимназия и започва работа като учител в Прилеп, Битоля, Солун. В 1905 година е член и на Битолския околийски революционен комитет.
Умира на 12 февруари 1927 година в Берковица.